# Курода, Сэйки
Курода Сэйки (яп. 黒田 清輝, 9 августа 1866 — 15 июля 1924) — влиятельный японский художник периода Мэйдзи, один из пионеров и популяризаторов «живописи в западном стиле».
Родился в семье самурая из клана Симадзу; в 1871 году его официально усыновил двоюродный дядя с целью сделать его своим наследником. В 1884 году Сэйки едет во Францию, где начинает изучать юриспруденцию, но впоследствии оставляет это занятие ради искусства. Учителем Сэйки во Франции был художник-академист Рафаэль Коллен. Стиль, в котором работал Курода, сформировался под значительным влиянием как академизма, так и импрессионизма.
По возвращении в Японию Курода Сэйки стал одним из активных популяризаторов западного искусства на родине. В 1896 году получил пост директора в новообразованном Отделении западной живописи в Токийской школе изобразительных искусств (предшественнице Токийского университета искусств). Среди его учеников были известные художники Цугухару Фудзита и Нарасигэ Коидэ.
В 1920 году, за четыре года до своей смерти, Курода получил место в Палате пэров Японии, унаследовав от своего отца титул виконта (сисяку). Два года (c 1922 и до своей смерти в 1924 г.) был президентом Имперской академии художеств (ныне Японская академия искусств).

## Наиболее известные работы
- «Майко» (1893)
- «У озера» (1897, серебряная медаль на Всемирной выставке 1900 года в Париже)
- Триптих «Мудрость — Впечатление — Чувство» (1900)

## Галерея

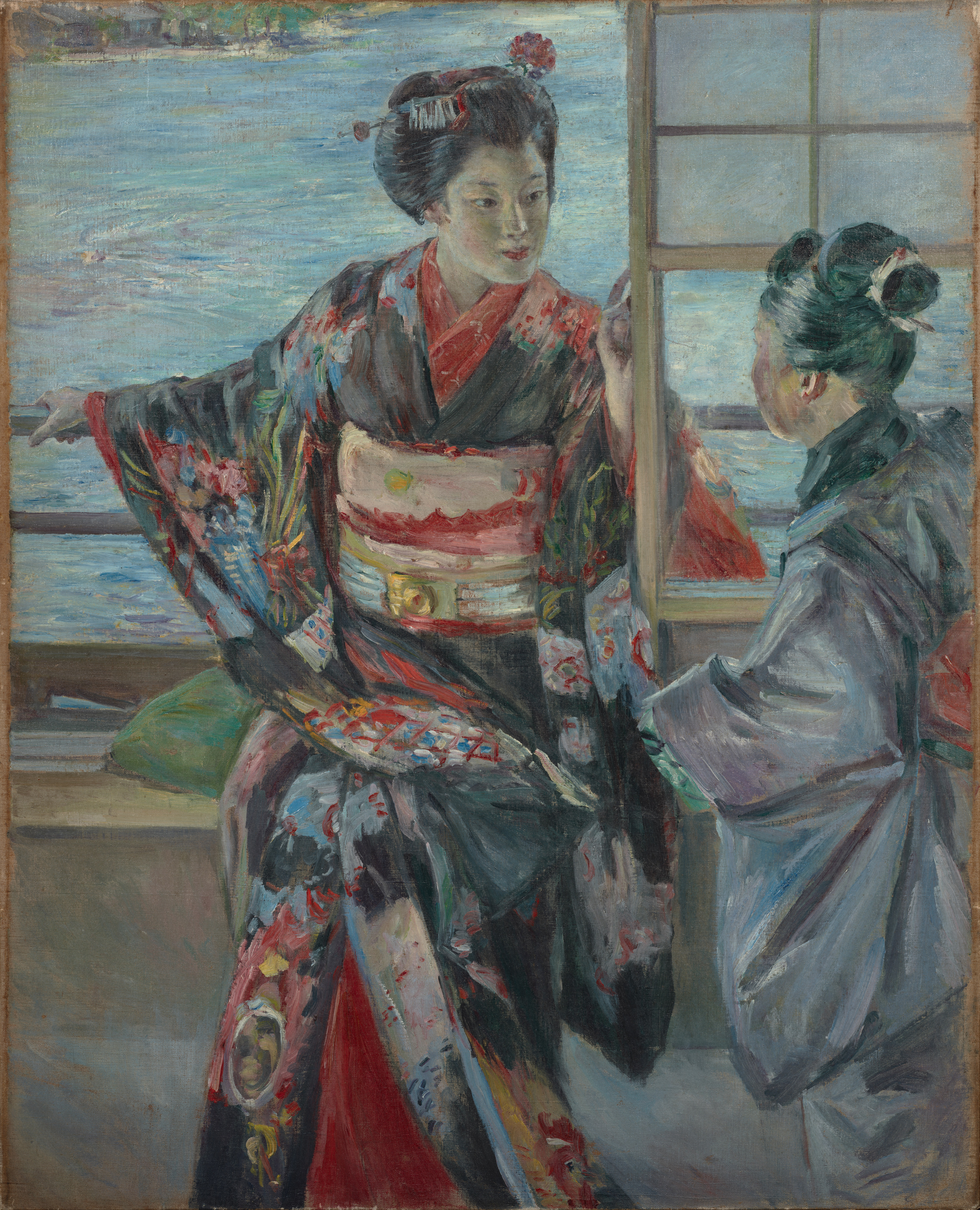
Майко
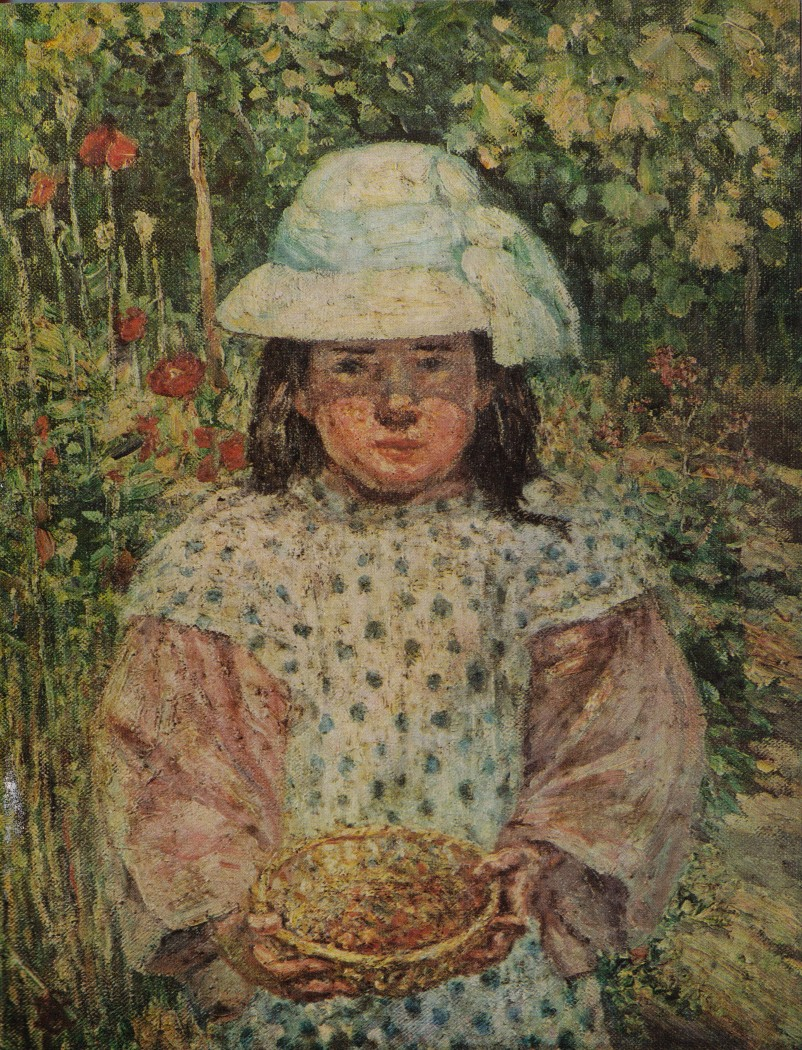
Малина
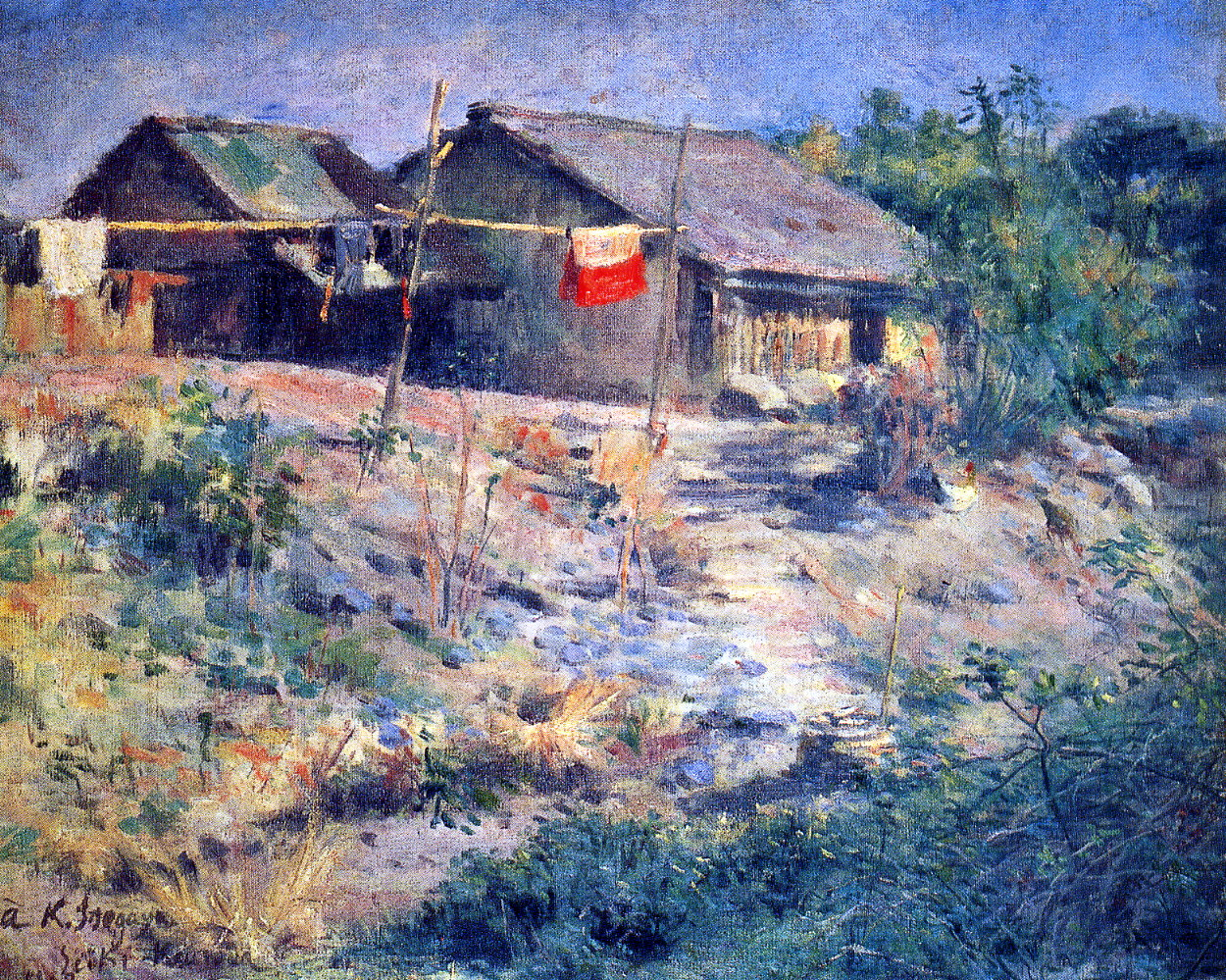
Ясный день
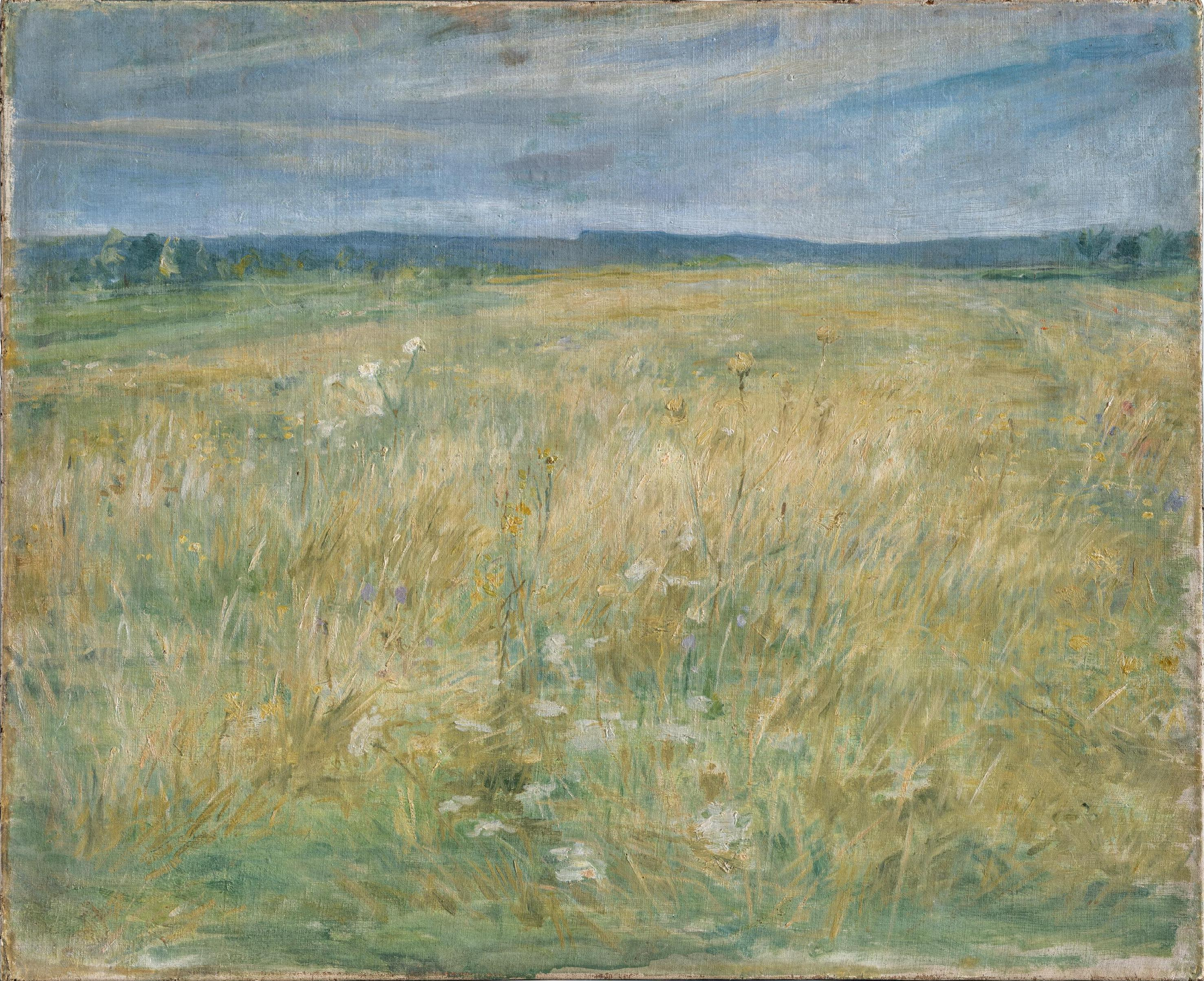
Высохшее поле
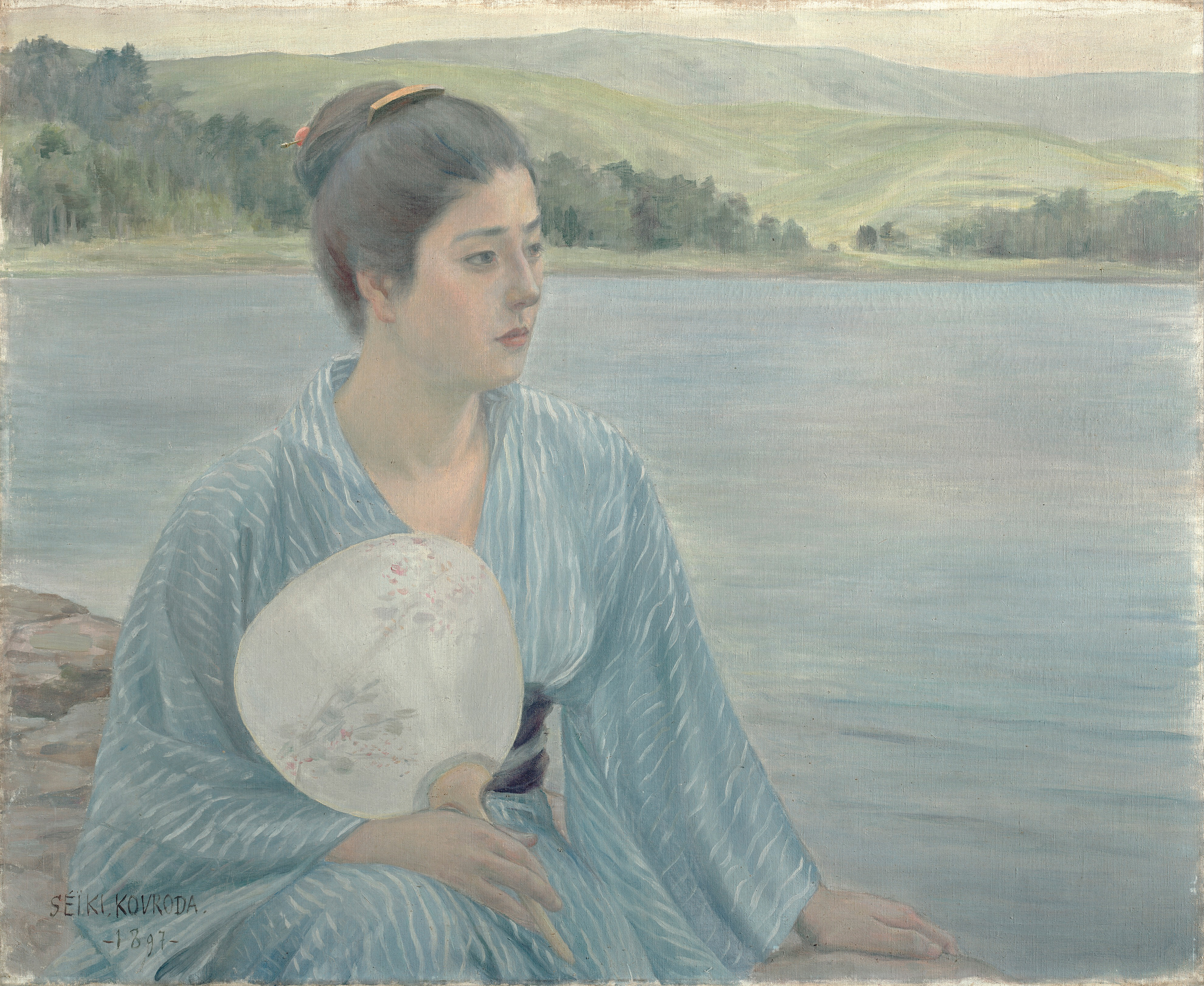
У озера
Триптих (Мудрость, Впечатление, Чувство)